# Ofterschwang
Ofterschwang è un comune tedesco di 2 038 abitanti, situato nel land della Baviera.